# Jacob Dawson
Jacob Dawson, född 2 november 1993, är en brittisk roddare.
Dawson studerade vid University of Washington och tävlade i rodd för deras universitetslag Washington Huskies.

## Karriär
Under 2018 tog Dawson silver tillsammans med Thomas Ford, Adam Neill och James Johnston i fyra utan styrman vid EM i Glasgow och brons vid VM i Plovdiv. Under 2019 var han en del av Storbritanniens lag som tog silver i åtta med styrman vid EM i Luzern och brons vid VM i Ottensheim.
Under 2021 var Dawson en del av Storbritanniens lag som tog guld i åtta med styrman vid EM i Varese och brons vid OS i Tokyo. Han drabbades av en lungemboli i april 2022 och missade tävlingar under hela året. Under 2023 var Dawson tillbaka och en del av Storbritanniens lag som tog guld i åtta med styrman vid både EM i Bled och VM i Belgrad. Under 2024 var han en del av Storbritanniens lag som försvarade sitt EM-guld i åtta med styrman vid EM i Szeged.